# ケーフェイ
ケーフェイあるいはケッフェイ （英: Kayfabe、原語発音:[keɪfeɪb]ケイフェイブ）は、プロレスの演出、演技を指すプロレス関係者の隠語。
プロレスリングの起源は様々な説があるが、ひとつにはカーニバルやキャッチ・レスリングがあり、そこでは"kayfabe" という用語は、"protecting the secrets of the business"（ビジネスの秘密を守る）といった意味のcarny slangとして用いられていた。

## 語源
ケーフェイ (Kayfabe) という語の発祥には様々な説が存在する。
- Be Fake説

「でっち上げてくれ」を表す英語のBe Fakeを逆から読んだとする説。
- Cate Fabri説

俗ラテン語の「Cate Fabri(偽る)」の頭の"CA-FAB"の英語読み・kayfabeの転訛とする説。
- Kay Fabian説

巡業中のレスラーが目的地に無事に到着したことを知らせるにおいて当時は高額であった長距離の電話代を節約するため家族にコレクトコールで"Kay Fabian"の偽名でかけて断らせたことを起源とする説。

## 概要
プロレスは、選手に対してギミックと呼ばれる、選手本来のキャラクターとは別にシナリオに適したキャラクター作りがなされるなど、虚構をも織り交ぜたショーとして行っている。演劇で言えば、プロレスのリングが役者が役を演ずる舞台に相当する。通常の演劇の場合であれば、観客は役を演ずる役者を見て、完全なフィクションの世界があたかもそこに存在しているかのように感じるが、もしも役者が舞台の上で演技を止めて素に戻ってしまったりしたら、観客はすっかり興ざめして白けてしまう。演劇の場合なら役者は舞台でその役を演じ、舞台を降りれば素に戻ることができる。
しかし、プロレスが演技を行う場所はリングだけではなく、あらゆるメディアで報じられるリングの外のやりとりにおいても、プロレスにおける役を演じ続けることが求められる傾向が強い。演劇のように舞台と舞台外がはっきりしておらず、プロレスラーにとって他の人間がいる場所であればどこでも舞台のようなもので、プロレスラーは人々の前で役を演じることを求められている。その一方で、悪役の選手がメディアなどに本来の善良な性格を出すこともある。

### ケーフェイ破り
このケーフェイが破られた例で有名なのは、1996年のWWFにおける「カーテンコール事件」である。私生活では親友であるがリングでは善玉・悪玉の関係にあったショーン・マイケルズ、ハンター・ハースト・ヘルムスリー（トリプルH）、ケビン・ナッシュ、スコット・ホールの4名が、試合終了後に抱擁を交わした。ナッシュとホールがその試合限りで他団体に移籍するため、送別の意味で行われたものであるが、観客のカメラで撮影されてしまい、メディアで報じられた。
この行動は4名の独断によって行われたもので、WWFの経営陣は快く思わなかった。ホールとナッシュはライバル団体のWCWに移籍したためWWFからは罰を受けなかった。マイケルズは当時WWF王者で、団体のトップスターの1人であったために不問とされた。トリプルHだけに罰が下され、メインイベントのタイトルマッチを外されて前座の試合でジョバー役を回されるようになった。

### 日本
日本では、「ケイフェイ」について、ミスター高橋が「『聞かれるな、注意しろ。話題を変えよう』という暗号のようなもの」と解説した。

## 関連書籍
- 佐山聡、『ケーフェイ』、ナユタ出版会、1985年、ISBN 978-4795220614 （新装版：1990年、ISBN 978-4795220690）。

レスラー自身がケーフェイの詳細について語ったもの。
- ミスター高橋、『流血の魔術 最強の演技 ―すべてのプロレスはショーである』 講談社、2001年、ISBN 978-4062110754 （文庫版：2003年、ISBN 978-4062567367）。

著者は新日本プロレスの元レフェリー。
- 井上譲二、『「つくりごと」の世界に生きて ―プロレス記者という人生』、宝島社、2010年、ISBN 978-4796676366。

著者はプロレス雑誌「週刊ファイト」の元編集長。